# Antoni Bolesław Dobrowolski

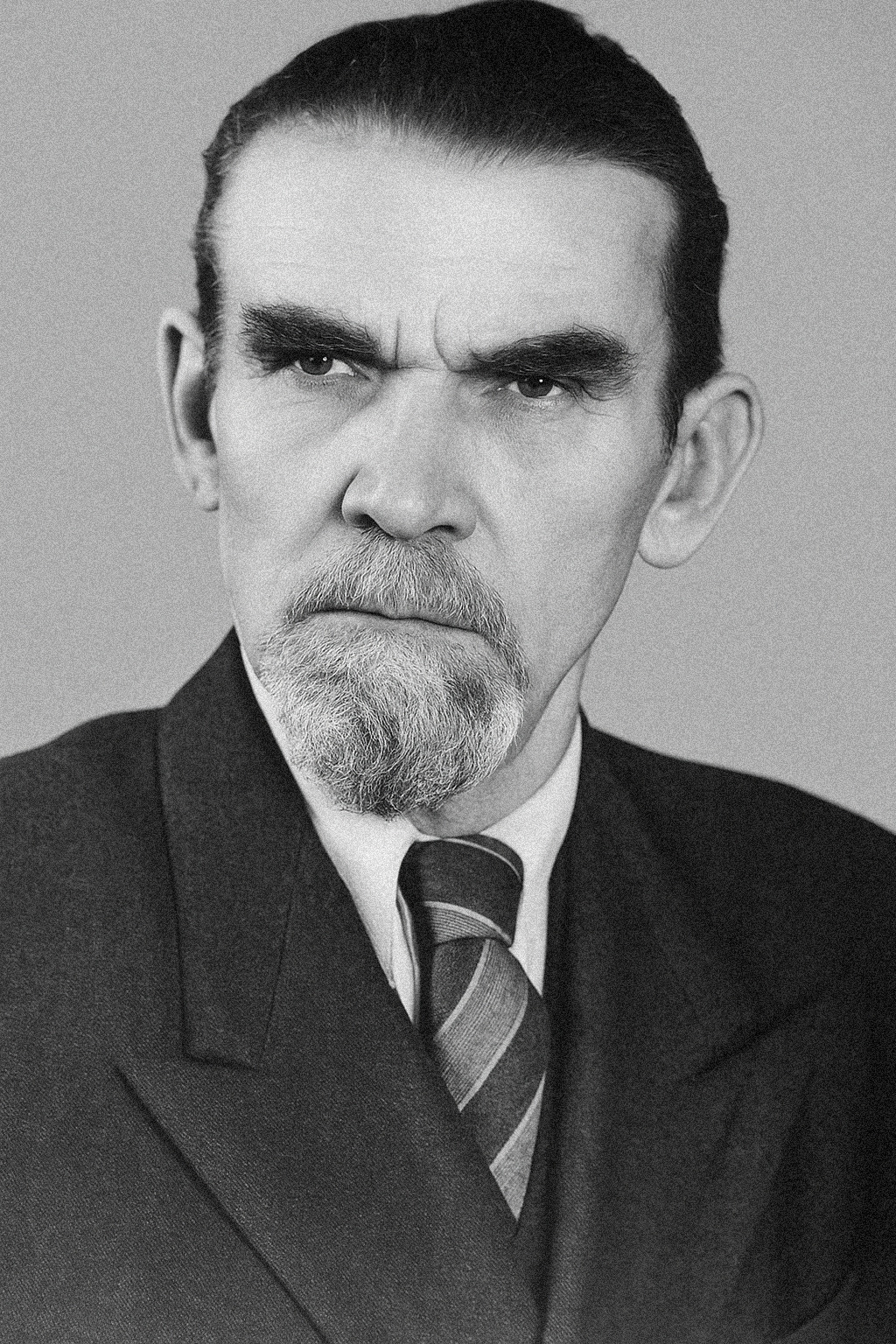
Antoni Bolesław Dobrowolski

Antoni Bolesław Dobrowolski (* 6. Juni 1872 in Dworszowice Kościelne, Russisches Kaiserreich; † 27. April 1954 in Warschau) war ein polnischer Geophysiker, Meteorologe, Pädagoge und Polarforscher.

## Leben
Antoni Bolesław Dobrowolski wuchs in einer mittellosen polnischen Familie in Dworszowice Kościelne auf. Schon als 12-jähriger Gymnasiast in Warschau musste er neben der Schule Geld verdienen, indem er jüngeren Schülern Nachhilfeunterricht gab. Verbindungen zu einer studentischen Gruppe, die die Unabhängigkeit Polens forderte, führten 1891 zu seiner Festnahme durch die zaristische Polizei ein halbes Jahr nach seiner Reifeprüfung. Dobrowolski wurde zu einer dreijährigen Haftstrafe verurteilt, die er in Warschau und Sankt Petersburg verbüßte, bevor er in die Verbannung nach Tiflis gebracht wurde. Von hier gelang ihm nach zwei Jahren die Flucht.
Dobrowolski kam in die Schweiz und studierte Philosophie, Biologie und Geophysik an der Universität Zürich, wo er seinen Landsmann Henryk Arctowski kennenlernte, der sich auf seine Rolle als wissenschaftlicher Leiter der Belgica-Expedition in die Antarktis vorbereitete. Dessen Fürsprache veranlasste den Expeditionsleiter Adrien de Gerlache de Gomery, Dobrowolski in die Expeditionsmannschaft aufzunehmen, als ein Mitglied der Crew kurzfristig ersetzt werden musste. Die Reise der Belgica dauerte von 1897 bis 1899. Vom 3. März 1898 bis zum 14. März 1899 war das Schiff vom Packeis vor der Küste Westantarktikas eingeschlossen. Dobrowolski unterstützte Arctowski bei den Wetterbeobachtungen. Am 25. März 1898 wurde er offiziell in den wissenschaftlichen Stab der Expedition aufgenommen und Arctowski als Assistent zugewiesen. Das wichtigste Ergebnis ihrer Arbeit war die erste Reihe von meteorologischen Beobachtungen in der Antarktis, die den Zeitraum eines vollen Jahres abdeckte.
Zurück in Belgien erhielt Dobrowolski ein zweijähriges Stipendium zur Aufbereitung seiner Forschungsergebnisse. Von 1905 bis 1907 war er Mitglied des Internationalen Polarbüros in Brüssel. Als politischen Flüchtlingen im Russischen Reich eine Amnestie gewährt wurde, kehrte Dobrowolski nach Polen zurück und arbeitete als Lehrer. Sein Buch Wyprawy polarne – historia i zdobycze naukowe (Polarexpeditionen – Geschichte und wissenschaftliche Errungenschaften) wurde 1914 mit dem Warschauer Literaturpreis ausgezeichnet.
Im Ersten Weltkrieg arbeitete Dobrowolski mit einem Stipendium der Kasa Mianowskiego in Schweden und setzte seine Studien zu Schnee- und Eisstrukturen sowie Gletscherbewegungen fort. In den Jahren 1917 bis 1922 arbeitete er im Ministerium für religiöse Konfessionen und öffentliche Aufklärung (Ministerstwo Wyznań Religijnych i Oświecenie Publicznego). 1923 veröffentlichte er sein bereits 1916 verfasstes Werk Historia naturalna lodu (Die Naturgeschichte des Eises), eine umfassende Darstellung der Kryosphäre, also aller Formen von Schnee und Eis in der Atmosphäre, zu Land, zu Wasser und im Boden. 1924 wechselte er in das Staatliche Meteorologische Institut (Państwowy Instytut Meteorologiczny), dessen Direktor er bald wurde. Daneben lehrte er ab 1927 als Professor an der Freien Polnischen Universität (Wolna Wszechnica Polska). 1929 gründete er die polnische Gesellschaft der Geophysiker (Towarzystwu Geofizyków) und 1934 das Seismologische Observatorium in Warschau.
Dobrowolski engagierte sich stark für die polnische Polarforschung. Er war Mitglied des nationalen polnischen Komitees für das Zweite Internationale Polarjahr 1932–1933 und Präsident des Organisationskomitees der polnischen Spitzbergenexpedition von 1934. Er regte auch die polnische Spitzbergenexpedition von 1938 an.
Im Zweiten Weltkrieg blieb Dobrowolski in Polen. Von 1945 bis 1954 arbeitete er an der Pädagogischen Fakultät der Universität Warschau. 1952 wurde er Mitglied der Polnischen Akademie der Wissenschaften. Er starb am 27. April 1954 in Warschau und wurde auf dem Powązki-Militärfriedhof beigesetzt.

## Ehrungen
1951 wurde Dobrowolski das Kommandeurskreuz und 1956 posthum das Kommandeurskreuz mit Stern des Ordens Polonia Restituta verliehen.
Die Polnische Akademie der Wissenschaften betrieb von 1959 bis 1979 die Dobrowolski-Station in der Bunger-Oase in Ostantarktika. Nach Antoni Bolesław Dobrowolski benannt sind auch Dobrowolski Island im Palmer-Archipel sowie der Dobrowolski Peak und der Dobrowolski-Gletscher auf King George Island.

## Werke (Auswahl)
- Wyprawy polarne – historia i zdobycze naukowe. Warschau 1914.
- Historia naturalna lodu. Warschau 1923.
- Mój życiorys naukowy. Ossolineum, Breslau 1958.